# World Council for Psychotherapy
Der World Council for Psychotherapy (WCP; deutsch Weltverband für Psychotherapie) wurde 1995 gegründet, hat seinen Sitz in Wien und veranstaltet alle drei Jahre einen Weltkongress mit mehr als tausend Teilnehmern. Die wichtigsten Ziele des Verbands sind die Förderung der Psychotherapie auf allen Kontinenten (beruhend auf der Straßburger Deklaration zur Psychotherapie von 1990), die Konditionen der Patienten zu verbessern, mit nationalen und internationalen Organisationen betr. Krisenmanagement und Friedenssicherung zu kooperieren und die Ausbildungsstandards weltweit zu vereinheitlichen. Mitglieder sind sowohl Psychotherapeuten als auch Organisationen. Präsident ist Alfred Pritz.
Das World Certificate for Psychotherapy wird nur Psychotherapeuten mit anerkannter Ausbildung verliehen und soll die Mobilität innerhalb der Berufsgruppe fördern. Gemeinsam mit der Stadt Wien wird alljährlich der Internationale Sigmund-Freud-Preis für Psychotherapie vergeben.

## Weltkongresse für Psychotherapie
| - 1996 Wien - 1999 Wien - 2002 Wien |  | - 2005 Buenos Aires - 2008 Peking - 2011 Sydney |  | - 2014 Durban - 2017 Paris |